# Australasian Championships 1910
Gli Australasian Championships 1910 (conosciuto oggi come Australian Open) sono stati la 6ª edizione degli Australasian Championships e quarta prova stagionale dello Slam per il 1910. Si è disputato dal 15 al 19 marzo 1910 sui campi in erba del Memorial Drive Park di Adelaide in Australia. 
Il singolare maschile è stato vinto dall'australiano Rodney Heath, che si è imposto sul connazionale Horace Rice in tre set. Nel doppio maschile si è imposta la coppia formata da Ashley Campbell e Horace Rice. 
Non si sono giocati i tornei femminili e il doppio misto che saranno introdotti nel 1922.

## Risultati

### Singolare maschile
Rodney Heath ha battuto in finale  Horace Rice con il punteggio di 6–4, 6–3, 6–2.

### Doppio maschile
Ashley Campbell /  Horace Rice hanno battuto  Rodney Heath /  James O'Day con il punteggio di 6–3, 6–3, 6–2.